# Guet (acte de divorce)
 (juin 2024).
- Si vous ne connaissez pas le sujet, laissez ce bandeau (vous pouvez alors contacter les auteurs).
- Si vous supprimez le contenu mis en cause (vous pouvez préalablement contacter les auteurs),

argumentez précisément cette suppression dans la page de discussion
(un manque de référence n'est pas un argument ; une recherche réelle de référence doit avoir été effectuée, être formellement documentée).

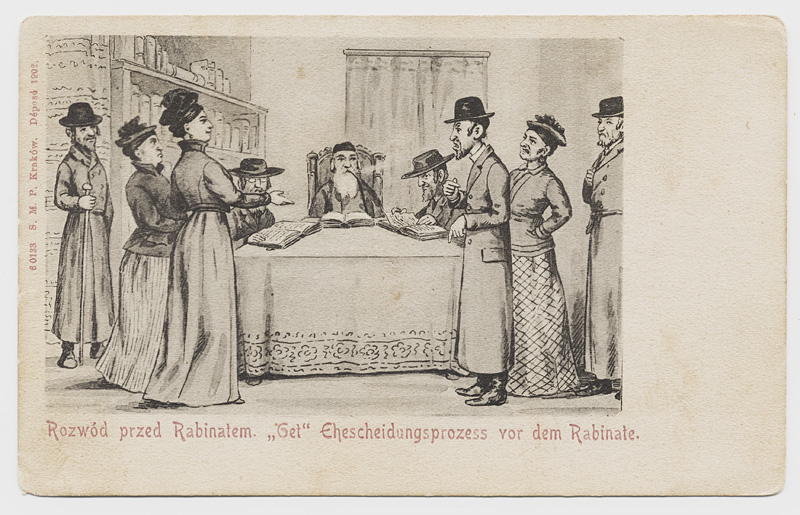
Carte postale montrant une procédure de divorce, musée juif de Suisse.

Le guet (hébreu : גט « libelle », pluriel guittin גיטין), parfois écrit gett, est un document légal rédigé à la main sur un parchemin, au moyen duquel un homme divorce de sa femme selon la Loi juive.
Entraînant la résiliation des règles matrimoniales entre les époux, il ne consiste pas en une répudiation mais en une libération de la femme, désormais « permise à tout homme » sans que s’appliquent à elle les lois de l’adultère et jouissant à nouveau des droits que son mari avait assumés en son nom pendant le mariage.
Il doit, pour prendre effet, être remis à la femme en main propre par son mari ou par un émissaire, selon des règles précisément édictées dans le Even Haezer.

## Le guet dans les sources juives

### Dans la Bible hébraïque
Le guet est régi par la prescription : « Quand un homme aura pris une femme et cohabité avec elle ; si elle cesse de lui plaire, parce qu'il aura remarqué en elle quelque chose de malséant, il lui écrira un libelle de divorce, le lui remettra en main et la renverra de chez lui. Si, sortie de la maison conjugale, elle se remarie et devient l'épouse d'un autre homme, et que ce dernier, l'ayant prise en aversion, lui écrive un libelle de divorce, il le lui remettra en main et la renverra de chez lui ; ou que ce même homme, qui l'a épousée en dernier lieu, vienne à mourir, son premier mari, qui l'a répudiée, ne peut la reprendre une fois qu'elle s'est laissé souiller, car ce serait une abomination devant le Seigneur : or, tu ne dois pas déshonorer le pays que le Seigneur, ton Dieu, te donne en héritage. ».

## Étymologie
Selon Joshua Boaz ben Simon Baruch (mort en 1557), aussi connu sous le nom de Shiltei Giborim, le terme viendrait de la pierre d'agate qui aurait des propriétés antimagnétiques symbolisant le divorce. Pour Baruch Epstein, le terme vient du latin gestus (action ou geste). Dans la Mishna, le terme guett fait référence à un document légal (tossefet béraha ki tissa). Pour Yechiel Yaakov Weinberg, le terme serait issu de la romanisation des procédures et documents légaux imposés après la défaite de Bar Kochba.

## Le principe: divorce par consentement mutuel
Le judaïsme admet la séparation à condition que les deux époux consentent. Le principe est donc le divorce par consentement mutuel.
Le refus du conjoint place dès lors celui qui voudrait sortir du lien marital dans une situation le consacrant comme enchaîné, ancré dans cette union. On parle du terme d'agounim et surtout d'agounah (la procédure de libération étant plus facile pour un homme) pour qualifier une personne souhaitant divorcer mais ne le pouvant pas matériellement, faute d'accord du conjoint.

## L'absence de consentement de l'un des conjoints
La loi juive envisage l'éventualité du refus ou de l'impossibilité du conjoint (homme ou femme) à exprimer son consentement à la séparation (démence, mutisme…). En pareil cas, la doctrine envisage bon nombre de possibilités.

### Le refus émanant de la femme
Le judaïsme ashkénaze, proscrivant la polygamie depuis le XIe siècle (Guershom ben Yehouda de Mayence), a été obligé d'imaginer une solution permettant de « libérer » le mari de son engagement en cas de refus ou de démence de son épouse.
Il ressort qu'en pareil cas, l'époux doit requérir l'autorisation de prendre une autre épouse auprès de cent rabbins (heter meah rabanim) et donc contrevenir à l'interdiction de polygamie (punie d'excommunication).
Cette mesure avait pour but de ne pas faciliter les séparations pour des motifs trop légers ni d'encourager la polygamie par une voie détournée.
Le judaïsme séfarade semble avoir une position plus souple sur la question dans la mesure où la polygamie était autorisée, mais l'adoption du mode de vie occidental et la proscription de la polygamie ont unifié la situation depuis environ deux siècles.

### Le refus émanant de l'époux
Le guet doit être exprimé de manière libre et éclairée par l'époux, c'est-à-dire sans contrainte. Il est souvent perçu comme une répudiation ou comme un avantage excessif donné au mari dans la mesure où il est remis par ce dernier. Afin de remédier à cette situation, bon nombre d'époux, notamment chez les Massortis, signent une entente prénuptiale établissant que l'épouse pourra obtenir le guet si les circonstances l'exigent.

### Le problème des effets de la non obtention du guet: Agounah et Mamzeroute
La disparité de situations entre l'homme et la femme semble faire apparaître une certaine injustice.
L'hypothèse d'un refus du mari ou d'une impossibilité d'exprimer son accord à la séparation par voie de guet interdit toute possibilité de remariage à la femme considérée comme encore mariée. Celle-ci ne peut en aucun cas avoir recours à la même démarche qu'un homme (heter meah rabanim) pour prendre un autre mari, la polygamie bien qu'interdite peut être tolérée de manière exceptionnelle chez les hommes mais jamais chez les femmes et une telle situation est perçue comme un adultère pur et simple.
Par conséquent, l'enfant qui naîtrait d'une femme n'ayant pas été libérée (n'ayant pas reçu le guet) serait considéré comme mamzer (illégitimité, bâtardise issue d'un adultère).
On observe que si la polygamie est interdite chez les hommes, les effets attachés à ce comportement sont, en pratique, moins graves, même si le mari est sévèrement puni faute de consentement de sa femme au divorce et au remariage : la faute n'entache pas le statut de l'enfant issu de cette seconde union, ce dernier serait légitime.
La femme est donc condamnée à attendre la remise du guett par le mari. En pratique, il peut arriver que la remise du guet soit l'enjeu de tractations qui permettent au mari de s'extraire de ses responsabilités maritales (prestations compensatoires par exemple) voire de s'enrichir.
On parle d'agounah pour qualifier une femme « prisonnière » ou « attachée » (liée) par son union et ne pouvant s'en défaire jusqu'à obtention du guet.

## Position de la doctrine sur la question de l'obtention du guet par contrainte ou persuasion

### La loi juive
Il existe une réelle controverse doctrinale en matière de refus de donner le guet. Ainsi, certains auteurs considèrent que certaines situations (envisagées limitativement, mais incluant des cas de maladie, stérilité, violence…) exigent qu'on force l'époux à donner le guett à sa femme dès lors que la situation rend la cohabitation impossible.
D'autres (notamment issus de la tradition séfarade) considèrent que le guett doit être donné dès que la femme le réclame.
La loi juive s'interroge sur les possibilités de contraindre l'époux qui refuserait d'accorder le guet à son épouse la rendant ainsi agounah. Il existe de nombreuses mesures d'incitations ou de contraintes envisagées par la loi juive pour inciter l'époux à libérer sa femme, parmi lesquelles la mise au ban de la communauté, les condamnations et pressions financières, voire la violence.

### Le droit civil
Par delà la loi juive, la question du don du guett concerne de nombreux pays où les communautés juives sont implantées tels qu'Israël, les États-Unis, le Canada et la France. On observe qu'il existe nombre de solutions qui ont été adoptées pour faire face à cette situation, chacune en accord avec sa philosophie du droit de la famille et des contrats.

#### Des solutions tirées du droit anglo-saxon
Le droit anglo-saxon et droit civil israélien envisagent la contrainte avant contractualisation du mariage par le biais d'un arrangement prénuptial incluant certaines clauses conditionnant le mariage et l'occurrence du divorce (recours à un tribunal arbitral, clause pénales…). Cette solution est difficilement recevable en droit français qui est réticent à la totale liberté contractuelle en matière matrimoniale et impose des règles d'ordre générales difficilement dérogeable.

#### Le refus d'octroi du guett comme faute sur le fondement de la responsabilité civile
Le droit français (et israélien) envisage l'octroi de dommages et intérêts sur le fondement de la responsabilité civile. Cette solution présente l'avantage d'écarter l'argument de la remise du guet sous contrainte dans la mesure où le mari pourra toujours refuser, mais son refus entraînera une faute civile qui pourra le condamner au paiement d'une somme.
Cette solution n'est effective comme pour toute question civile que si le mari est solvable.

## L'hypothèse de l'annulation du mariage
Certains auteurs envisagent qu'en cas de vice dans l'exécution ou la contractualisation du mariage, ce dernier pourrait toutefois entraîner un recours en annulation. Cette solution est toutefois pour le moment très rarement envisagée.

## Conflits liés au guet
Quand un couple divorce dans le judaïsme, les ex-époux ne peuvent se remarier religieusement qu'après que l'ex-mari a remis en personne ou par un représentant à son ex-épouse le « guet » et que celle-ci l'a accepté. Par ce document, l'ex-mari « libère » son ex-femme, devant deux témoins. En attendant, ces femmes vivent une période jugée douloureuse durant laquelle le judaïsme les appelle  « agounah » (littéralement « enchaînée », sans guet), puisqu'elles ne peuvent se remarier religieusement. De plus, les enfants nés d'une mère « agounah » ne peuvent pas non plus se marier religieusement. 200 à 300 femmes en France seraient dans cette situation. Certaines attendent toute une vie,.
Des conflits se déroulent dans de nombreux pays. Ils sont dénommés par les médias, « chantage au guet », « chantage au divorce » voire « RackGuet » jeu de mots entre Racket et Guet.

### États-Unis
En février 2014, une femme a finalement obtenu son divorce religieux après trois ans de lutte,.

### France
La pratique dite du « chantage au guet » par le mari envers l'épouse a rarement été rendue publique en France en dehors des médias communautaires. Éliette Abécassis, dans son roman, Et te voici permise à tout homme raconte comment un rabbin du service des divorces aurait poussé une femme à donner à son ex-mari, en échange du Guet, un appartement dont elle avait hérité. Joëlle Lezmi, présidente de l'association Wizo France déclare que « Beaucoup de témoignages nous parviennent, depuis longtemps, de femmes qui subissent des pressions ».
Le grand-rabbin Gilles Bernheim et sa femme Joëlle Bernheim, très impliquée dans l'égalité entre hommes et femmes, voulaient s'attaquer à ce problème dit du « chantage au guet ». Ils ont été pour cela vivement contestés par la partie ultra conservatrice du judaïsme. En 2012, Gilles Bernheim préside un symposium et propose des pénalités journalières tant que l'ex-époux n'a pas accordé le Guet, proposition loin de faire l'unanimité. Son successeur, Michel Gugenheim, désigné après la démission de Gilles Berheim à la suite d'un scandale de faux diplôme, est jugé moins sensible à ces questions que son prédécesseur.
Au printemps 2014, Michel Gugenheim est accusé d'avoir cautionné un chantage au divorce. 90 000 euros et un faux témoignage au civil ont été exigés d'une femme en échange de « sa liberté ».
Comme l'État ne reconnaît pas le mariage religieux, la procédure normale est d'attendre la fin du divorce civil avant de remettre le Guet.
En 2017, le Consistoire de Paris crée un service de médiation pour les divorces compliqués.
En 2018 à Grenoble un homme qui refuse de remettre le guet se voit interdit de prier à la synagogue et exclu du minian.
L'avocate rabbinique spécialisée Katy Bisraor estime en 2019 que sur 400 divorces environ 70 à 80 posent problème.

### Israël
En Israël où le mariage civil n'existe pas il est possible depuis 2016 aux tribunaux rabbiniques d'ordonner des sanctions comme le retrait du permis de conduire, l'interdiction de quitter le territoire ou l'interdit bancaire en cas de refus de guet.
Depuis 2018, Israël permet aux femmes juives non israéliennes de demander un divorce religieux sous certaines conditions.

## Dans l'art et la culture

### Littérature
Les problèmes rencontrés par la femme pour divorcer, ont fait l'objet de plusieurs récits. Judah Leib Gordon l'évoque dans un poème en hébreu : Kotso Shel Yod.

### Cinéma
- Gett, le procès de Viviane Amsalem